# Villasimius
Villasimius (topónimo en lengua sarda) o, en la variante del sardo local, Crabonaxa (ambos topónimos son oficiales) es un municipio de Italia de 3.319 habitantes en la provincia de Cerdeña del Sur, región de Cerdeña. Está situado a 35 km al este de Cagliari.
La geografía de la región destaca por sus playas y acantilados, y en especial por la existencia de un ecosistema marino protegido. El Museo Arqueológico de la localidad presenta las evidencias de poblamiento prehistórico, siendo el asentamiento fenicio de Cuccureddus su mayor exponente.

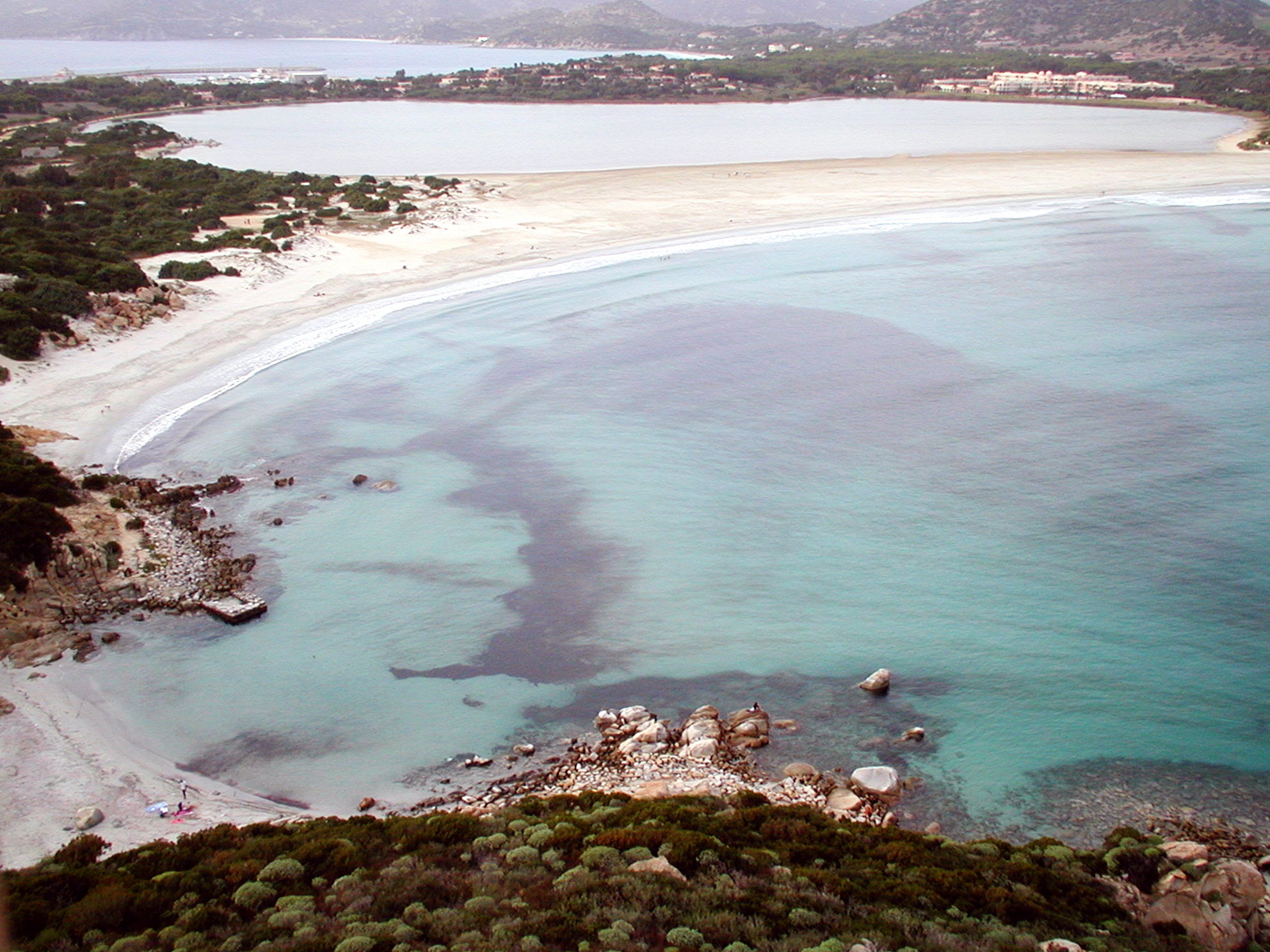
Vista de las playas del municipio.

## Evolución demográfica
| Gráfica de evolución demográfica de Villasimius entre 1861 y 2001 |
|                                                                   |
| Fuente ISTAT - Elaboración gráfica de Wikipedia                   |